# سمت بنک
سمت بنک ({{lang-ur|سمِٹ بینک) شرکت خدمات مالی و بانکداری پاکستانی است، که در سال ۲۰۰۶ تأسیس شد.